# Euxoa glabella
Euxoa glabella is een vlinder uit de familie uilen (Noctuidae). De wetenschappelijke naam is voor het eerst geldig gepubliceerd in 1930 door Wagner.
De soort komt voor in Europa.